# Грековы
Гре́ковы — донской казачий и древний дворянский роды.
При подаче документов (19 мая 1686), для внесения рода в Бархатную книгу, была предоставлена родословная роспись Грековых, царская указная грамота воеводе Ф.И. Грекову, вотчинная жалованная грамота Фёдору Ивановичу Грекову на половину села Восленки в Ростовском стане Кашинского уезда. (1625) , за подписью Михаила Грекова.
Потомство Степана Ивановича внесено в дворянскую родословную книгу Московской и Тульской губерний.
Три других рода также восходят к XVII веку и внесены Герольдией в III часть родословной книги Ярославской губернии, VI часть родословной книги Смоленской губернии и VI часть родословной книги Тверской губернии. Родоначальник старейшего из них — Семён Григорьевич Греков, испомещенный  (1680).
Остальные четырнадцать дворянских родов Грековых более позднего происхождения.

## История рода
Микула Грек служил Василию Шемяке (1517). Обрюта Михайлович послан в Константинопольскому патриарху учиться греческому языку (1551). Иван, Макар и Никита Микуловичи служили каширскими городовыми дворянами (1555). Никита Греков упомянут дьяком (1572). Опричником Ивана Грозного был Михаил Греков (1573). Иван Микулович дьяк (1572), осадный голова в Данкове (1575-1579), Венёве (1580), помещик Каширского уезда, оклад 250 четвертей земли.
Московский помещик Никифор Михайлович служил в тверских городовых дворянах, подписал грамоту об избрании на царство Михаила Фёдоровича (1613), путный ключник (1628), женат на Марфе Курдюковне Ржевской и имел дочь Марфу, вышедшей замуж за князя Петра Фёдоровича Волконского. Из великорусских дворян один дворянский род Грековых происходит от Ивана Вакулина (Микулина) Грекова, жившего в половине XVI века. Внуки его, Василий и Яков (убит литовцами) Степановичи, за «московское осадное сиденье» пожалованы вотчинами (1620). Потомство внесено в VI часть родословной книги Московской и Тульской губерний Российской империи. Фёдор Антонович владел поместьем в Зубцовском уезде (1622), потомство его внесено в родословную книгу Тверской губернии. Иван Сергеевич владел поместьем в Симбирском уезде (1653). Рейтар, каширской городовой дворянин Гордей Васильевич послан с сеунчем (1655), сын его Кирилл убит под Азовом (1696). Максим Греков послан к калмыцкому тайше (1661). Родион Васильевич владел поместьем в Дедиловском уезде (1678).
Пятнадцать представителей рода владели населёнными имениями (1699).

## Известные представители дворянского рода
- Греков Иван Никитич — дьяк (1570), оклад 260 четвертей.
- Греков Василий Никитич — владел двором в Кашире (1578), владел поместьем в Каширском уезде.
- Греков Дмитрий Богданович — верстан новичным окладом по Ржеве Владимирской (1596).
- Греков Сила Никитич (г/р 1571) — описывал земли в Нижегородском уезде (1613), каширский городовой дворянин (1627-1629), губной староста в Кашире (1630).
- Греков Никифор Михайлович — за московское осадное сидение (1608) пожалован вотчиной в Тверском уезде (1610), подписал грамоту на избрании царём Михаила Фёдоровича (май 1613),за московское осадное сидение (1618) пожалован вотчиной (1620), путный ключник (1628), московский помещик.
- Греков Фёдор Иванович Кожа — воевода в Дедилове (1619), 2-й воевода в Мценске (1624), 2-й воевода в передовом полку (1626), был на обеде у государя (25 декабря 1627), воевода в Коломне (1667-1669)[1].
- Греков Григорий Меркулович — воевода в Мосальске (1623).
- Греков Григорий Богданович — мещовский городовой дворянин (1627).
- Грековы: Осип Силыч, Иван Степанович, Фёдор Иванович - каширские городовые дворяне (1627-1629).
- Греков Пётр Михайлович — ростовский помещик, сытник (1629-1631).
- Греков Амфилохий Андреевич — стряпчий (1657), стоял "у поставца в золотах" на обеде у государя (08 мая 1660)
- Греков Дей Ефимович — начальник киевских стрельцов (1663).
- Греков Фёдор — воевода в Коломне (1668-1669).
- Греков Вадим - московский воевода (1678-1680), московский дворянин (1695)
- Греков Михаил Иванович — московский дворянин (1676-1677), помещик Епифанского уезда (1681), писец и межевщик (1683), в чине жильца был на обеде у государя, данном Грузинскому царю Теймуразу Давидовичу (06 июля 1658).
- Греков Тимофей Иванович († 1710) — московский дворянин (1676-1692), описывал земли в Рязанском уезде (1683), в чине жильца был на обеде у государя, данном Грузинскому царю Теймуразу Давыдовичу (1658), Каширский, Алексенский, Соловской и Епифанский помещик.
- Греков Герасим Петрович — в чине жильца был на обеде у государя, данном Грузинскому царю Теймуразу Давидовичу (06 июля 1658), помещик Ростовского уезда.
- Грековы: Родион Васильевич, Гаврила Артемьевич — московские дворяне (1676-1692).
- Греков Иван Тимофеевич — стольник царицы Прасковьи Фёдоровны (1686-1692).
- Греков Семён Григорьевич — московский дворянин (1676-1692), воевода в Можайске (1689), за Чигиринскую службу пожалован из поместья в вотчину(1682)
- Грековы: Илья Игнатьевич, Богдан и Александр Гордеевичи — стряпчие (1678-1681).
- Греков Кирилл Гордеевич — стольник (1680-1692).
- Греков Михаил Семёнович — стольник (1686-1692).
- Греков Андрей Максимович — стольник (1686-1711), описывал и межевал земли Дмитровского уезда (1706), воевода в Дмитрове (1706), женат на княжне Анисье Михайловне Барятинской.
- Греков Иван Тимофеевич — стольник царицы Прасковьи Фёдоровны (1686-1692).
- Греков Василий Исаевич — московский дворянин (1692)[8][9][2][10].

## Казаки Грековы
Наиболее известен род Грековых, принадлежавший к донскому казачьему дворянству. Он разделился на множество ветвей, внесённых во 2-ю часть родословной книги этой области. В войне 1812 года в донских казачьих полках сражались генерал-майор Пётр Матвеевич Греков 8-й и ещё 38 офицеров из рода Грековых. Среди них братья-генералы Алексей, Степан и Дмитрий Евдокимовичи, а также сын последнего — Тимофей Дмитриевич.